# Fursty Razorbacks
Die Fursty Razorbacks sind ein American-Football-Verein in Fürstenfeldbruck. Der Verein gehört dem American Football Verband Bayern an.

## Geschichte

### Das Team
Die American-Football-Abteilung des TUS Fürstenfeldbruck wurde 1986 gegründet, bis auf eine kurze Unterbrechung war immer eine Teilnahme am Ligabetrieb möglich. Im Jahr 2001 schaffte es die Herrenmannschaft erstmalig bis in die 2. Bundesliga und konnte sich dort zwei Jahre halten. Im Jahr 2004 stand der Verein fast vor dem Aus, da kaum junge Spieler nachkamen, was in der Abmeldung vom Spielbetrieb und dem damit verbundenen Wiederaufbau in der untersten Liga mündete. Ab diesem Zeitpunkt wurde auf die Förderung und Ausbildung junger Spieler Wert gelegt.
Dabei zeichnet sich das Konzept besonders dadurch aus, dass das Selbstvertrauen und die Mobilität von „XXL-Kids“ gefördert wird. Die jüngste Abteilung der Fursty Razorbacks, die Flagfootball-Abteilung (kontaktlose Variante des American Football, Alter bis 15 Jahre) wurde 2004 deutscher Vizemeister. Das Konzept wurde beibehalten, viele bayerische Meistertitel im Jugendbereich folgten, gekrönt im Jahre 2008 mit dem bayerischen Meister in der Leistungsliga-Jugend.
Im Jahr 2014 wurde das U15-Team um Trainer Lukas Dohrmann Deutscher Meister in Hildesheim.
Seit 2004 konnte die Herrenmannschaft immer den ersten Platz belegen und den Aufstieg in die nächsthöhere Liga erreichen. Dies lag nicht zuletzt daran, dass immer mehr junge Spieler aus der Jugend in die Herrenmannschaft integriert werden konnten. In der Saison 2010 traten die Razorbacks in der höchsten Bayerischen Spielklasse – der Regionalliga – gegen Teams wie Starnberg, Kempten und Kirchdorf an. Im Jahr 2012 konnte das Team unter dem damaligen Head-Coach Larry Dixon die Meisterschaft, knapp vor dem Lokalrivalen aus Starnberg, feiern. Auf den möglichen Aufstieg in die GFL2 wurde aber verzichtet, da das junge Team der Aufgabe wohl nicht gewachsen gewesen wäre. Außerdem waren die wirtschaftlichen Rahmenbedingungen noch nicht ausreichend, um diese Aufgabe zu stemmen. Die durchwachsene Saison 2013 bestätigte die Verantwortlichen in ihrer Entscheidung. Auch dank immer mehr nachrückende Jugendspieler und Neuzugänge von außen, gelang es 2016 erneut den Titel in der Regionalliga Süd zu gewinnen. Vor der Saison war es gelungen, den Erfolgs-Quarterback von 2012, Joe Burkeland, aus Wisconsin zurück an die Amper zu lotsen. In seiner zweiten Saison holte Burkeland mit dem Team seinen zweiten Titel. Aufgrund des Verzichts der zweitplatzierten Holzgerlingen Twister aus der Regionalliga Mitte standen die Razorbacks ohne Relegationsspiele als Aufsteiger in die GFL2 fest.
In der GFL2 reichte es allerdings nur zu 3 Siegen, zweimal gegen die Albershausen Crusaders und zu Hause gegen die Gießen Golden Dragons, denen 9 Niederlagen gegenüberstanden. Damit stand nach der ersten Saison in der GFL2 der sofortige Wiederabstieg in die Regionalliga Süd fest.
In der Saison 2018 in der Regionalliga Süd fanden die Razorbacks zurück in die Erfolgsspur und konnten sich einen Spieltag vor Schluss mit einem 36:20-Heimsieg gegen den Rivalen München Rangers vorzeitig zum Meister krönen. In den Aufstiegs Playoffs zur Rückkehr in die GFL2 geht es gegen den Meister aus Baden-Württemberg, die Biberach Beavers, und den Meister aus Hessen, die Darmstadt Diamonds.
In der Saison 2019 in der Regionalliga konnte der Meistertitel geholt werden und die Relegationsspiele um den Aufstieg wurden gewonnen. Damit spielt das Seniors-Team der Fursty Razorbacks in der Saison 2020 in der GLF2 (2. Bundesliga).
Im Jahr 2016 ging das U19-Jugendteam in Deutschlands höchster Jugendspielklasse, der GFL Juniors, an den Start. In der Premieren-Saison gelang es dem Team von Head-Coach Michael „Butch“ Dohrmann, in der Südgruppe den zweiten Platz zu erobern. Besser war nur der spätere Deutsche Meister, die Schwäbisch Hall Unicorns. Damit hatte man den Sprung in die Playoffs geschafft. Dort war allerdings in der ersten Runde gegen das starke Team der Cologne Crocodiles Schluss.
Auch 2017 schaffte man als Zweitplatzierter hinter den Schwäbisch Hall Unicorns in der Südgruppe den Sprung in die Playoffs. Hier war allerdings erneut in der ersten Runde Schluss, diesmal gegen die Wiesbaden Phantoms.

### Cheerleader
Auch die Cheerleader, die Fursty Razorbacks Cheerleader, sind seit Jahren ein fester Bestandteil des Vereins. Die Gruppe wurde 1988 gegründet und bestand damals aus acht Mitgliedern. Gerne gesehen sind die Damen sogar im bayerischen Fernsehen. Aber auch sportlich sind die Cheerleader sehr erfolgreich, auch hier konnten zahlreiche Bayerische Meistertitel, ein 3. Platz bei der Deutschen Meisterschaft und eine Teilnahme an der Europameisterschaft verbucht werden.

### Stadion
Das Stadion Auf der Lände wurde mit Hilfe des TuS Fürstenfeldbruck umgebaut und bietet Platz für ca. 1000 Zuschauer. Seit der Saison 2016 gibt es dort eine elektronische Anzeigetafel für die Spielstandsanzeige.

## Erfolge – Meisterschaften

### Herren
- 1989: Meister Regionalliga Süd
- 2001: Meister Regionalliga Süd, Aufstieg in die 2. Bundesliga Süd
- 2002: Teilnahme 2. Bundesliga Süd
- 2003: Teilnahme 2. Bundesliga Süd
- 2007: Meister der Aufbauliga
- 2008: Meister der Verbandsliga
- 2009: Meister der Landesliga
- 2012: Meister der Regionalliga Süd
- 2016: Meister der Regionalliga Süd, Aufstieg in die GFL2 Süd
- 2018: Meister der Regionalliga Süd
- 2019: Meister der Regionalliga Süd, Aufstieg in die GFL2 Süd
- 2021: Vizemeister in der GFL2 Süd
- 2023: Vizemeister in der GFL2 Süd

### U19
- 1994: Meister der Aufbauliga
- 1996: Bayerischer Pokalsieger
- 2004: Bayerischer Meister 9 vs. 9
- 2008: Bayerischer Meister
- 2012: Bayerischer Meister
- 2014: Bayerischer Meister
- 2015: Bayerischer Meister
- 2016: Vizemeister der GFLJ Süd
- 2017: Vizemeister der GFLJ Süd
- 2018: Meister der Verbandsliga Süd 1 (2. Mannschaft)
- 2019: Vizemeister der GFLJ Süd
- 2019: Meister der Verbandsliga West (2. Mannschaft)
- 2021: Deutscher Vizemeister

### U19-Flag
- 2015 Bayerischer Vizemeister
- 2017 Bayerischer Vizemeister
- 2018 Bayerischer Meister
- 2019 Bayerischer Meister

### U15-Flag
- 2003: Bayerischer Meister
- 2004: Bayerischer Meister
- 2004: 2. Platz Deutsche Meisterschaft
- 2012: Bayerischer Meister
- 2013: Bayerischer Meister
- 2013: 3. Platz Deutsche Meisterschaft
- 2013: Bayerischer Meister, Halle
- 2014: Bayerischer Meister
- 2014: Deutscher Meister
- 2015: Deutscher Vizemeister
- 2016: Bayerischer Meister, Halle
- 2016: Bayerischer Meister
- 2018: Bayerischer Meister
- 2019: Bayerischer Meister, Halle
- 2019: Bayerischer Meister

### U15-Tackle
- 2005: Bayerischer Meister
- 2006: Bayerischer Meister
- 2007: Bayerischer Meister
- 2010: Bayerischer Meister
- 2013: Bayerischer Meister
- 2014: Bayerischer Meister
- 2015: Bayerischer Meister
- 2016: Bayerischer Meister
- 2019: Bayerischer Meister

### U13
- 2012: Bayerischer Meister, Tackle
- 2013: Bayerischer Meister, Flag auf dem Feld
- 2013: Bayerischer Meister, Tackle
- 2017: Bayerischer Meister, Flag in der Halle
- 2019: Bayerischer Meister, Flag in der Halle
- 2019: Bayerischer Meister, Flag auf dem Feld
- 2021: Bayerischer Meister, Flag auf dem Feld

### U11
- 2010: Bayerischer Meister
- 2018: Bayerischer Meister, Feld
- 2021: Bayerischer Meister, Feld
- 2022: Bayerischer Meister, Feld